# Philippina Roth
Philippina Roth (* 24. März 1898 in Saarbrücken; † 18. Juli 1961 in Neuruppin, geborene Philippina Day) war eine deutsche Widerstandskämpferin gegen den Nationalsozialismus.

## Leben
Philippina Roth arbeitete nach der Volksschule in diversen Haushalten und als Fabrikarbeiterin. 1924 heiratete sie den Bergmann Peter Roth, der 1930 in die KPD und die Rote Hilfe eintrat. Aus der Ehe gingen zwei Söhne hervor. Auch Philippina Roth engagierte sich in der KPD. Im Abstimmungskampf um das Saargebiet versuchten sie, den Status quo zu erhalten, d. h. die Vereinigung mit dem Deutschen Reich zu verhindern. Das Ehepaar blieb im Saarland, doch Peter Roth wurde im September 1936 verhaftet. Obwohl ihm nichts nachgewiesen werden konnte, wurde er in Schutzhaft genommen und  im KZ Lichtenburg eingesperrt. 
Im Januar 1938 wurde sowohl ihm als auch seiner Frau der Prozess gemacht. Gegen 24 Angeklagte wurde vor dem Oberlandesgericht Hamm verhandelt. Vorwurf war die illegale Fortführung der KPD und damit Hochverrat. Peter Roth erhielt neun Jahre, weil die Richter in ihm eine Führungsperson sahen. Er verstarb 1944 in einem Konzentrationslager. Auch Philippina Roth wurde verurteilt. Das Gericht befand sie schuldig, formell politische Leiterin der Roten Hilfe gewesen zu sein, in Wahrheit habe aber ihr Mann die Geschäfte geleitet. Als „unverbesserliche Kommunistin“ erhielt sie dennoch achteinhalb Jahre Zuchthaus, die sie überwiegend im KZ Ravensbrück verbrachte. Dort wurde sie nach Kriegsende von den Alliierten befreit.
Den Schock, beide Söhne und ihren Mann während des Krieges verloren zu haben, verkraftete sie nicht. Sie galt als „geistig umnachtet“ und verbrachte ihr restliches Leben in einer Heilanstalt in Neuruppin, wo sie am 18. Juli 1961 verstarb.